# HMS Chamois
El HMS Chamois fue un destructor de la clase Palmer de tres chimeneas y 30 nudos, encargado por la Marina Real Británica en el presupuesto naval de 1895-1896. Fue el primer buque de la Royal Navy en llevar este nombre. Entró en servicio en 1897 y prestó servicio tanto en el Canal de la Mancha como en el mar Mediterráneo. Se hundió en 1904 después de que su propia hélice perforara su casco.

## Hundimiento
El 26 de septiembre de 1904 sufrió un extraño accidente. Mientras realizaba una prueba a plena potenciav en el golfo de Patras, frente a la costa griega, perdió una pala de la hélice. La pérdida de la pala desequilibró el eje, que giraba a gran velocidad. La vibración resultante rompió el soporte del eje y abrió un gran agujero en el casco. Se hundió por la popa en 30 brazas (55 m) de agua a unas 2 millas náuticas (3,7 km) de la costa al norte del actual pueblo de Araxos. Todos los tripulantes se salvaron, pero dos hombres resultaron heridos y uno de ellos murió al día siguiente.